# 김하기
김하기(1958년 ~ )은 대한민국의 소설가이다.

## 생애
경남 울산에서 출생하였고, 1978년 부산대 철학과 입학했으며, 재학 중 1980년 5월 계엄법 위반으로 구속, 강제징집되었다. 부림 사건으로 재구속되어 10년을 언도받고 복역 중 1988년 가석방으로 출소하였다.
1988년 옥중시·편지 모음 <한 젊은이가 갇혀 있다>를 간행하였으며, 1989년 《창작과 비평》 가을호에 <살아있는 무덤>으로 작품활동을 시작하여, 〈노란 불꽃〉,〈해미〉등을 발표하였다.
작품집 《완전한 만남》으로 제1회 임수경 통일문학상을 수상하였으며, 1992년 제10회 신동엽창작기금을 수상하여 1993년 <장편 항로 없는 비행>을 출간하였다.

## 작품
소설집
- 《완전한 만남》, 창작과비평사, 1991
- 《은행나무 사랑》, 실천문학사, 1996
- 《복사꽃 그자리》, 문학동네, 2002

소설
- 《항로 없는 비행(상)》, 창작과비평사, 1993
- 《항로 없는 비행(하)》, 창작과비평사, 1993
- 《천년의 빛 1 ~ 3》, 고도, 2001
- 《식민지 소년》, 청년사, 2007

기타
- 《늦깎이》, 친구, 1991
- 《마침내 철책 끝에 서다》, 문학동네, 1995
- 《부마민주항쟁 (역사 다시읽기 4)》, 민주화운동기념사업회, 2004
- 《미인들의 동굴》, 경상일보 연재, 2006-2009
- 《하기C칼럼》, 기호일보 연재, 2011-2012